# Puchar Króla Hiszpanii w koszykówce mężczyzn
Puchar Hiszpanii w koszykówce (hiszp. Copa del Rey de Baloncesto) – turniej, który rozgrywany jest raz w roku, po zakończeniu pierwszej części rundy zasadniczej Ligi ACB. Pierwsza edycja została rozegrana w sezonie 1933/34. Był to pierwszy ogólnokrajowy turniej rozegrany na terenie Hiszpanii. Zawody o tej nazwie rozgrywane były tylko przez 3 lata. Następnie nazwę turnieju zmieniono na Copa del Generalísimo. Przetrwała ona do sezonu 1975/76, później zaś ponownie powrócono do dawnej nazwy turnieju. Po powstaniu zawodowej ligi ACB w 1983 roku zawody przybrały całkowicie profesjonalny kształt.
Turniej rozgrywany jest na zasadzie play-off, ale zespoły grają pomiędzy sobą tylko jeden mecz, bez rewanżów, natomiast gospodarz wybierany jest kilkanaście dni przed pucharem. Występuje w nim 8 najlepszych zespołów po rozegraniu połowy spotkań w rundzie zasadniczej.

## Zwycięzcy
| Drużyna           | Zwycięstwo | Finalista | Lata zwycięstw |
| ----------------- | ---------- | --------- | --- |
| Real Madryt       | 29         | 23        | 1951, 1952, 1954, 1956, 1957, 1960, 1961, 1962, 1965, 1966, 1967, 1970, 1971, 1972, 1973, 1974, 1975, 1977, 1985, 1986, 1989, 1993, 2012, 2014, 2015, 2016, 2017, 2020, 2024 |
| FC Barcelona      | 27         | 12        | 1943, 1945, 1946, 1947, 1949, 1950, 1959, 1978, 1979, 1980, 1981, 1982, 1983, 1987, 1988, 1991, 1994, 2001, 2003, 2007, 2010, 2011, 2013, 2018, 2019, 2021, 2022             |
| Joventut Badalona | 8          | 16        | 1948, 1953, 1955, 1958, 1969, 1976, 1997, 2008 |
| Saski Baskonia    | 6          | 3         | 1995, 1999, 2002, 2004, 2006, 2009 |
| CB Estudiantes    | 3          | 4         | 1963, 1992, 2000 |
| Laietà BC         | 2          | 2         | 1942, 1944 |
| CB Saragossa      | 2          | 2         | 1984, 1990 |
| Rayo Club Madryt  | 2          | 1         | 1933, 1936 |
| Picadero JC       | 2          | 0         | 1964, 1968 |
| Walencja BC       | 1          | 4         | 1998 |
| Societé Patrie    | 1          | 2         | 1935 |
| CB L’Hospitalet   | 1          | 1         | 1940 |
| Bàsquet Manresa   | 1          | 1         | 1996 |
| Unicaja Malaga    | 2          | 1         | 2005, 2023 |
| RCD Espanyol      | 1          | 0         | 1941 |

## Historia

### Lata 1933-1976
| Sezon                 | Miasto            | Zwycięzca         | Finalista               | Wynik            |
| Puchar Hiszpanii      | Puchar Hiszpanii  | Puchar Hiszpanii  | Puchar Hiszpanii        | Puchar Hiszpanii |
| --------------------- | ----------------- | ----------------- | ----------------------- | ---------------- |
| 1933–34               | Madryt            | Rayo Club Madryt  | Real Madryt             | 21–11            |
| 1934–35               | Barcelona         | Societé Patrie    | Rayo Club Madryt        | 23–19            |
| 1935–36               | Madryt            | Rayo Club Madryt  | Societé Patrie          | 23–20            |
| Copa del Generalísimo |                   |                   |                         |                  |
| 1939–40               | Barcelona         | CB L’Hospitalet   | CB Atlético Gracia      | 20–17            |
| 1940–41               | Madryt            | RCD Espanyol      | CB L’Hospitalet         | 35–20            |
| 1941–42               | Saragossa         | Laietà BC         | FC Barcelona            | 30–28            |
| 1942–43               | Palma de Mallorca | FC Barcelona      | Laietà BC               | 27–25            |
| 1943–44               | Vigo              | Laietà BC         | Real Madryt             | 32–18            |
| 1944–45               | Barcelona         | FC Barcelona      | Laietà BC               | 37–34            |
| 1945–46               | Barcelona         | FC Barcelona      | UE Montgat              | 44–35            |
| 1946–47               | Saragossa         | FC Barcelona      | CB Canarias             | 39–25            |
| 1947–48               | Burgos            | Joventut Badalona | Real Madryt             | 41–32            |
| 1948–49               | Madryt            | FC Barcelona      | Real Madryt             | (play-off)       |
| 1949–50               | Barcelona         | FC Barcelona      | Joventut Badalona       | 46–39            |
| 1950–51               | San Sebastián     | Real Madryt       | FC Barcelona            | 47–36            |
| 1951–52               | Alicante          | Real Madryt       | Joventut Badalona       | 43–31            |
| 1952–53               | Valladolid        | Joventut Badalona | Real Madryt             | 41–39            |
| 1953–54               | Madryt            | Real Madryt       | Joventut Badalona       | 56–41            |
| 1954–55               | Barcelona         | Joventut Badalona | Real Madryt             | 59–44            |
| 1955–56               | Madryt            | Real Madryt       | Aismalíbar Montcada     | 59–55            |
| 1956–57               | Vigo              | Real Madryt       | Aismalíbar Montcada     | 54–50            |
| 1957–58               | Saragossa         | Joventut Badalona | Real Madryt             | 74–69            |
| 1958–59               | Barcelona         | FC Barcelona      | Aismalíbar Montcada     | 50–36            |
| 1959–60               | Madryt            | Real Madryt       | Club Hesperia de Madrid | 76–64            |
| 1960–61               | Bilbao            | Real Madryt       | FC Barcelona            | 76–51            |
| 1961–62               | Barcelona         | Real Madryt       | CB Estudiantes          | 80–66            |
| 1962–63               | San Sebastián     | CB Estudiantes    | Real Madryt             | 94–90            |
| 1963–64               | Lugo              | Picadero JC       | Aismalíbar Montcada     | 63–51            |
| 1964–65               | Salamanka         | Real Madryt       | RC Náutico Tenerife     | 102–82           |
| 1965–66               | Terrassa          | Real Madryt       | Joventut Badalona       | 62–61            |
| 1966–67               | Vitoria           | Real Madryt       | SD Kas Vitoria          | 82–80            |
| 1967–68               | Gijón             | Picadero JC       | Joventut Badalona       | 58–55            |
| 1968–69               | Ourense           | Joventut Badalona | Real Madryt             | 82–81            |
| 1969–70               | León              | Real Madryt       | Joventut Badalona       | 102–90           |
| 1970–71               | Vitoria           | Real Madryt       | Joventut Badalona       | 72–63            |
| 1971–72               | A Coruña          | Real Madryt       | Joventut Badalona       | 92–77            |
| 1972–73               | Walencja          | Real Madryt       | CB Estudiantes          | 123–79           |
| 1973–74               | Alicante          | Real Madryt       | Joventut Badalona       | 87–85            |
| 1974–75               | Jaén              | Real Madryt       | CB Estudiantes          | 114–85           |
| 1975–76               | Kartagena         | Joventut Badalona | Real Madryt             | 99–88            |
| Puchar Hiszpanii      |                   |                   |                         |                  |
| 1976–77               | Palma de Mallorca | Real Madryt       | FC Barcelona            | 97–71            |
| 1977–78               | Saragossa         | FC Barcelona      | Real Madryt             | 103–96           |
| 1978–79               | Pampeluna         | FC Barcelona      | Club Tempus Madryt      | 130–113          |
| 1979–80               | Ferrol            | FC Barcelona      | Manresa EB              | 92–83            |
| 1980–81               | Almería           | FC Barcelona      | Real Madryt             | 106–90           |
| 1981–82               | Badajoz           | FC Barcelona      | Real Madryt             | 110–108          |
| 1982–83               | Palencia          | FC Barcelona      | Club Inmobanco Madryt   | 125–93           |

## 1983
| Sezon       | Zwycięzca               | Wynik      | Finalista                 | Hala                                  | Miasto                 | MVP                  |
| Final Four  | Final Four              | Final Four | Final Four                | Final Four                            | Final Four             | Final Four           |
| ----------- | ----------------------- | ---------- | ------------------------- | ------------------------------------- | ---------------------- | -------------------- |
| 1983–84     | CB Saragossa            | 81–78      | FC Barcelona              | Pabellón Municipal                    | Saragossa              |                      |
| 1984–85     | Real Madryt             | 90–76      | Ron Negrita Joventut      | Pavelló Club Joventut Badalona        | Badalona               |                      |
| 1985–86     | Real Madryt             | 87–79      | Ron Negrita Joventut      | Palau Blaugrana                       | Barcelona              |                      |
| Final Eight |                         |            |                           |                                       |                        |                      |
| 1986–87     | FC Barcelona            | 110–102    | Ron Negrita Joventut      | Pabellón Santiago Martín              | Santa Cruz de Tenerife |                      |
| 1987–88     | FC Barcelona            | 84–83      | Real Madryt               | Pabellón Polideportivo Pisuerga       | Valladolid             |                      |
| 1988–89     | Real Madryt             | 85–81      | FC Barcelona              | Instituto Municipal Coruña            | A Coruña               |                      |
| 1989–90     | CB Saragossa            | 76–69      | Ram Joventut              | Centro Insular de Deportes            | Las Palmas             | Mark Davis           |
| 1990–91     | FC Barcelona            | 67–65      | CB Estudiantes            | Pabellón Príncipe Felipe              | Saragossa              | Juan Antonio Orenga  |
| 1991–92     | CB Estudiantes          | 61–56      | CB Saragossa              | Palacio de Deportes                   | Grenada                | John Pinone          |
| 1992–93     | Real Madryt             | 74–71      | 7Up Joventut              | Instituto Municipal Coruña            | A Coruña (2)           | Joe Arlauckas        |
| 1993–94     | FC Barcelona            | 86–75      | Saski Baskonia            | Palacio San Pablo                     | Sewilla                | Velimir Perasović    |
| 1994–95     | Saski Baskonia          | 88–80      | CB Saragossa              | Palacio de Deportes (2)               | Grenada (2)            | Pablo Laso           |
| 1995–96     | TDK Manresa             | 94–92      | FC Barcelona              | Palacio de Deportes                   | Murcja                 | Joan Creus           |
| 1996–97     | Festina Joventut        | 79–71      | Cáceres CB                | Palacio de los Deportes               | León                   | Andre Turner         |
| 1997–98     | Pamesa Valencia         | 89–75      | Pinturas Bruguer Badalona | Pabellón Polideportivo Pisuerga (2)   | Valladolid (2)         | Nacho Rodilla        |
| 1998–99     | Tau Cerámica            | 70–61      | Caja San Fernando         | Pabellón Fuente de San Luis           | Walencja               | Elmer Bennett        |
| 1999–00     | CB Estudiantes          | 73–63      | Pamesa Valencia           | Fernando Buesa Arena                  | Vitoria                | Alfonso Reyes        |
| 2000–01     | FC Barcelona            | 80–77      | Real Madryt               | Palacio Martín Carpena                | Malaga                 | Pau Gasol            |
| 2001–02     | Tau Cerámica            | 85–83      | FC Barcelona              | Fernando Buesa Arena (2)              | Vitoria (2)            | Dejan Tomašević      |
| 2002–03     | FC Barcelona            | 84–78      | Tau Cerámica              | Pabellón Fuente de San Luis (2)       | Walencja (2)           | Dejan Bodiroga       |
| 2003–04     | Tau Cerámica            | 81–77      | DKV Joventut              | Palacio San Pablo (2)                 | Sewilla (2)            | Rudy Fernández       |
| 2004–05     | Unicaja Málaga          | 80–76      | Real Madryt               | Pabellón Príncipe Felipe (2)          | Saragossa (2)          | Jorge Garbajosa      |
| 2005–06     | Tau Cerámica            | 85–80      | Pamesa Valencia           | Palacio de los Deportes               | Madryt                 | Pablo Prigioni       |
| 2006–07     | Winterthur FC Barcelona | 69–53      | Real Madryt               | Palacio Martín Carpena (2)            | Malaga (2)             | Jordi Trias          |
| 2007–08     | DKV Joventut            | 82–80      | Tau Cerámica              | Fernando Buesa Arena (3)              | Vitoria (3)            | Rudy Fernández (2)   |
| 2008–09     | Tau Cerámica            | 100–98     | Unicaja Málaga            | Palacio de los Deportes (2)           | Madryt (2)             | Mirza Teletović      |
| 2009–10     | Regal FC Barcelona      | 80–61      | Real Madryt               | Bizkaia Arena                         | Bilbao                 | Fran Vázquez         |
| 2010–11     | Regal FC Barcelona      | 68–60      | Real Madryt               | Palacio de los Deportes (3)           | Madryt (3)             | Alan Anderson        |
| 2011–12     | Real Madryt             | 91–74      | FC Barcelona Regal        | Palau Sant Jordi                      | Barcelona              | Sergio Llull         |
| 2012–13     | FC Barcelona Regal      | 85–69      | Valencia BC               | Fernando Buesa Arena (4)              | Vitoria (4)            | Pete Mickeal         |
| 2013–14     | Real Madryt             | 77–76      | FC Barcelona Regal        | Palacio Martín Carpena (3)            | Malaga (3)             | Nikola Mirotić       |
| 2014–15     | Real Madryt             | 77–71      | FC Barcelona Regal        | Gran Canaria Arena                    | Las Palmas (2)         | Rudy Fernández (3)   |
| 2015–16     | Real Madryt             | 85–81      | CB Gran Canaria           | Instituto Municipal Coruña (2)        | A Coruña (3)           | Gustavo Ayón         |
| 2016–17     | Real Madryt             | 97–95      | Pamesa Valencia           | Fernando Buesa Arena (5)              | Vitoria (5)            | Sergio Llull (2)     |
| 2017–18     | FC Barcelona Lassa      | 92–90      | Real Madryt               | Gran Canaria Arena (2)                | Las Palmas (3)         | Thomas Heurtel       |
| 2018–19     | FC Barcelona Lassa      | 94–93      | Real Madryt               | Palacio de los Deportes (4)           | Madryt (4)             | Thomas Heurtel (2)   |
| 2019-20     | Real Madrid             | 95–68      | Unicaja                   | Palacio Martín Carpena (4)            | Málaga (4)             | Facundo Campazzo     |
| 2020-21     | Barça                   | 88–73      | Real Madrid               | Palacio de los Deportes (5)           | Madrid (5)             | Cory Higgins         |
| 2021-22     | Barça                   | 64–59      | Real Madrid               | Palacio de Deportes (2)               | Granada (2)            | Nikola Mirotić (2)   |
| 2022-23     | Unicaja                 | 83–80      | Lenovo Tenerife           | Palau Municipal d'Esports de Badalona | Badalona (2)           | Tyson Carter         |
| 2023-24     | Real Madrid             | 96–85      | Barça                     | Palacio Martín Carpena (5)            | Málaga (5)             | Facundo Campazzo (2) |